# Piz Vizan
Der Piz Vizan ist der östlichste Nebengipfel des Rückens in den Splügener Kalkbergen, der sich vom Piz Cufercal im Schweizer Kanton Graubünden in die Talschaft Schams vorschiebt. Der Berg liegt auf der Grenze der beiden Schamser Gemeinden Andeer und Muntogna da Schons.

## Charakteristik
Der Piz  Vizan gehört zu einem Rücken, welcher sich vom Cufercalhorn via  Piz Calandari nach Osten zieht und dessen östlichster Gipfel.
Nördlich des Piz Vizan entwässert der Fundogn ein Gebiet, das bis zum Bruschghorn reicht. An seiner östlichen Flanke liegt das Maiensäss Promischur, südlich liegt eine Hochebene mit dem Lai da Vons und von dort erreicht man in nordöstlicher Richtung die Berghütte dieses Gebiets, die Cufercalhütte.

## Referenz
- Landeskarte 1:25'000, Blatt 1235 Andeer